# Пупак
Пупак, у медицини umbilicus, је ожиљак на трбуху који настаје због пресијецања пупчане врпце новорођенчета. Пупак имају сви сисари који се рађају с постељицом. Код човјека је нарочито уочљив.
Код човјека, тај ожиљак може да изгледа као удубљење или као испупчење. Иако се може подијелити у ове двије категорије, пупак се много разликује од појединца до појединца у величини, облику, дубини или дужини и уопште изгледом. С обзиром да је пупак у суштини ожиљак, а не особина одређена генима, у недостатку других обиљежја може да буде и лак начин распознавања идентичних близанаца.
Код неких људи, умјесто удубљења или испупчења пупак је само овлаш удубљена кожа, што је последица операције у том предјелу, најчешће пупчане херније.

## Анатомијачовјека
је битна тачка на абдомену, јер је његов положај код човјека релативно доследан. Кожу око појаса и у висини пупка подржава десети тораксни кичмени нерв (T10 dermatom). Сам пупак лежи у нивоу између пршљенова L3 и L4.
До испупченог пупка долази због сувишне коже преостале од пупчане врпце или због пупчане херније, иако код дјеце која имају пупчану хернију не мора неизоставно да дође и до стварања испупченог пупка. Такође, током трудноће, материца потискује пупак труднице ван, али се након порођаја он најчешће враћа унутра.
Пупак служи и при визуелној подјели абдомена у квадранте. На Витрувијанском човјеку, познатом Да Винчијевом цртежу који описује сразмјере човјековог тијела, пупак се налази у средишту круга који описује човјека раширених руку. Илустративна је и чињеница да иако се код промјене позе човјека скупљањем руку средиште цртежа премјешта, пупак, који је и тежиште тијела, не мијења положај.

## Мода
У моди је пупак битан детаљ који се понекад, најчешће на женском тијелу, оставља видљив, непокривен одјећом. Непокривање пупка је у неким западњачким културама било табу. На примјер, шездесетих година 20. вијека, Барбари Иден није било дозвољено да покаже пупак у телевизијској емисији Сањам о Џени (I Dream of Jeannie). Међутим, данас се овај обичај сматра прихватљивим и у западњачким културама, а у другим, као што је индијска, одувијек је био прихватљив и чак се сматрао ознаком женске грациозности.
У западним културама је поред откривања пупка последњих година модеран детаљ и бушење пупка.